# Gare de Lausanne
La gare de Lausanne est une gare ferroviaire de Lausanne, la principale du canton de Vaud avec plus de 650 trains par jour.
La construction fut réalisée de 1911 à 1916 d'après le modèle de la gare centrale de Leipzig en Allemagne.

## Histoire
En terre vaudoise, le premier tronçon de ligne ferroviaire reliant Yverdon-les-Bains à Bussigny a été ouverte le 1er mai 1855 par la Compagnie de l'Ouest-Suisse (OS). La liaison sur Lausanne n'a été ouverte que le 5 mai 1856 mais assez loin du centre-ville, situé à Mornex. En 1861, cette même compagnie ouvre la liaison Lausanne - Villeneuve - Saint-Maurice (Valais). Cette première gare sera agrandie en 1863 à la suite de l'inauguration en 1862 de la liaison Lausanne - Fribourg.
La gare de Lausanne a eu plusieurs dénominations en fonction des compagnies qui géraient la ligne. Après la Gare de Ouest-Suisse, vers 1880 elle s'appelait Gare de la Suisse Occidentale, vers 1889, Gare Jura-Simplon, vers 1903, Gare Centrale, lors de la nationalisation avec la création des CFF. 
C'est en 1908 qu'un concours est lancé pour reconstruire la gare car après l'ouverture du tunnel du Simplon le 19 mai 1906, Lausanne est devenue un important nœud ferroviaire et un lieu de transit. Le concours fut remporté par les bureaux d'architectes Monod & Laverrière et Taillens & Dubois. Une des conditions stipulées pour le concours : une apparence fonctionnelle, la façade digne mais sans luxe, l'emploi de matériaux reconnus sains et inaltérables et si possible, de pierre du pays, l'entrée principale devait avoir du caractère et, sans paraître trop riche, être élégante et d'heureuses proportions. La construction fut réalisée de 1911 à 1916.
La grande marquise en métal et en verre, pièce historique, recouvrant les quais de la gare, est longue de 107 mètres, large de 44 mètres, haute de 10 mètres sur les côtés et 16,5 mètres à son faîte au-dessus des voies. Elle est formée de quatorze fermes, 232 000 rivets et pèse 720 000 kilos. Les travaux pour la construction de la marquise ont débuté le 2 novembre 1911 et achevé en mars 1912. Les plans de la marquise ont été exécutés au « Bureau des Ponts » des Chemins de fer fédéraux, à Lausanne, par les ingénieurs Adolphe Robert-Regamey et Léon Marguerat-Blanc. Les entreprises qui ont participé à sa construction sont, pour les pièces préparées à l’atelier : MM. Vallette et Cie, à Genève et Brugg, Bosshard et Cie, à Naefels ; Schaeppi et Schweizer à Albisrieden ; Buss et Cie, à Bâle. Tout le travail de montage s'est fait par les soins de la maison Wartmann Valette et Cie. à Genève et à Brugg. Le montage a été opéré au moyen de puissants échafaudages mobiles s'avançant au fur et à mesure des besoins. La seconde marquise qui est fixée au bâtiment de la gare et qui recouvre le quai numéro 1, a été construite à la même période par la maison Louis Zwahlen, à Lausanne. L’espace entre les deux marquises était prévu pour l’évacuation des fumées des trains d’époque.

### Buffet de la gare
Le buffet de la gare présente un aménagement en majeure partie d'origine, qui remonte à son ouverture en 1916. Les menuiseries, réalisées en chêne du Japon, sont l’œuvre de la célèbre Menuiserie Modèle de Montreux. Mais l'ornement le plus spectaculaire du buffet consiste en six panneaux peints qui représentent les destinations desservies depuis Lausanne. À l'est, Neuchâtel du peintre paysagiste Louis Vonlanthen (1889-1937), élève de L'Eplattenier à l'École d'art de La Chaux-de-Fonds, puis Berne de Max Brack (1878-1950), et Montreux, de Henri-Édouard Bercher (1877-1970). À l'ouest, Fribourg du peintre Oswald Pilloud, élève de Ferdinand Hodler ; Zermatt - Mont Cervin du Genevois Albert Gos (1852-1942) et Genève du Genevois d'adoption Erich Hermès (1881-1971). Le buffet de la gare ayant fermé ses portes à la fin 2015, tout son contenu a été vendu aux enchères. Après une restauration effectuée en collaboration avec les services de la protection du patrimoine de la ville, la chaîne de restaurants végétariens Tibits ouvre sa première filiale de Suisse romande dans les locaux de l'ancien buffet de la gare en 2018.

### XXesiècle
De 1977 à 1984, la gare est desservie par le train rapide baptisé Jean-Jacques Rousseau qui assure la relation Paris-Gare-de-Lyon - Genève-Cornavin. Le 22 janvier 1984 est mis en service le TGV entre Lausanne et Paris, en passant par Vallorbe en 3h40, remplaçant le Trans-Europ-Express Cisalpin. C'est la gare de Paris-Gare-de-Lyon que les voyageurs empruntent à Paris. Le TGV ne roule néanmoins à grande vitesse qu'entre Dijon et Paris et ceci encore de nos jours. En 1997, les TGV Lausanne-Paris changent de couleur, passant de l'orange au gris/bleu. En 2012, des rames modernes capables de rouler à 300 km/h viennent prendre la relève des anciens TGV qui ne pouvaient dépasser les 270 km/h. 
La gare a bénéficié d'une transformation entre 1992 et 1996, notamment à la suite de l'incendie d'une partie de la toiture en 1994, elle a concerné l'aile est et le centre du bâtiment. L'architecte lausannois Danilo Mondada obtient le mandat. Les coûts se sont élevés à 60 millions de francs suisses.
Dans la nuit du 28 au 29 juin 1994, un train de marchandises d’une longueur de 690 mètres, composé de 50 wagons, en provenance de Bâle déraille sur la voie 3 et trois citernes se sont couchées sur les voies. L’une contenait du chlorure de thionyle et les deux autres de l’épichlorhydrine. Les pompiers de Lausanne doivent intervenir pour éviter une très grave pollution et tout risque d'explosion.

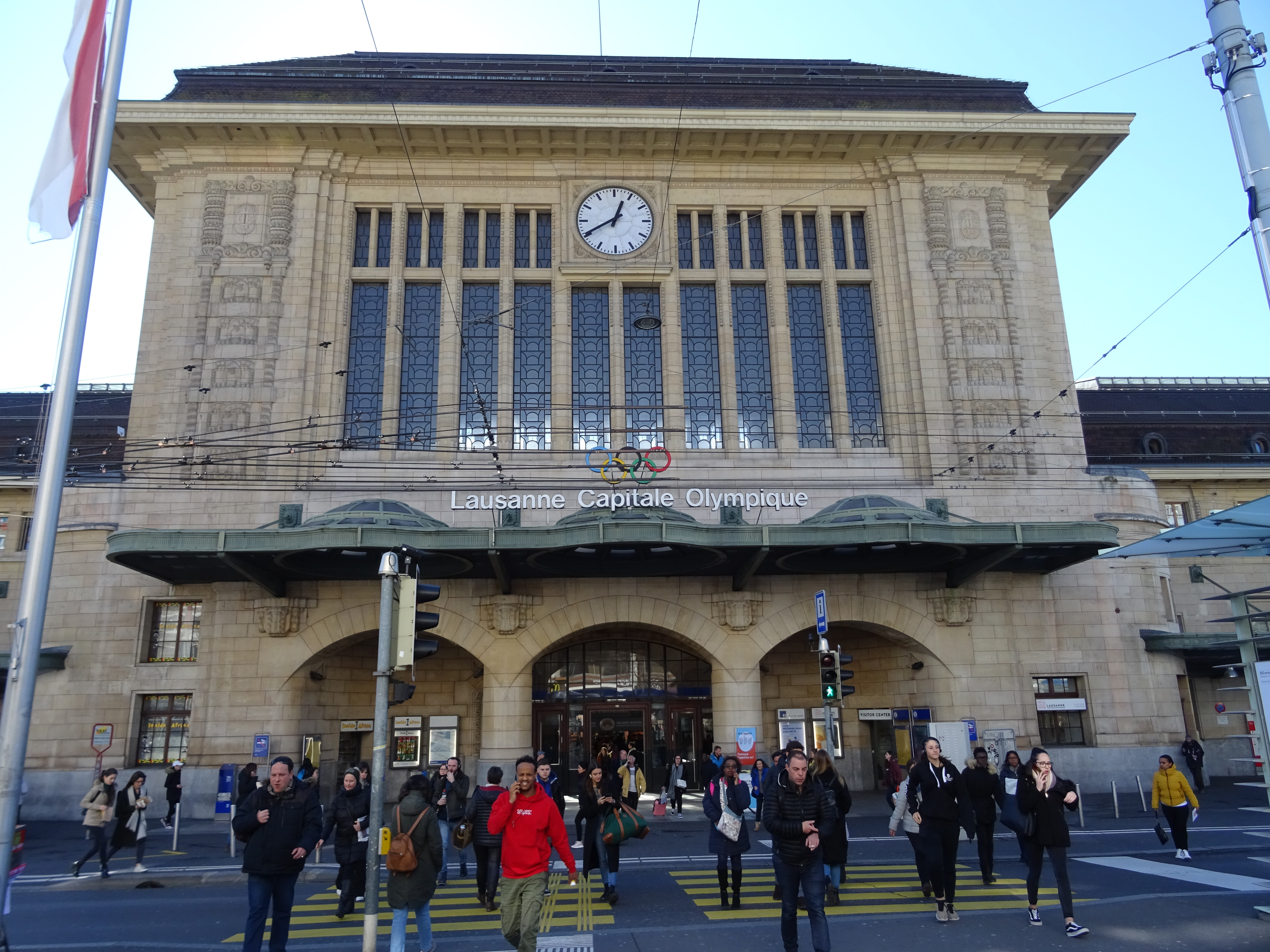
L'entrée principale de la gare.

À cette époque débute également une restructuration de la place de la gare, acceptée par le Conseil communal en 1996 dont la configuration date de l'exposition nationale suisse de 1964. Depuis, le bâtiment est inscrit comme bien culturel suisse d'importance nationale. Depuis 1997, une enseigne lumineuse « Lausanne capitale olympique » est installée sur l’avant-toit de la gare.
Une halte dans la région de Prilly-Malley est ouverte le 30 juin 2012, un chantier de 80 millions de francs suisses. Elle voit le passage des trains RER vaudois.
L’aile ouest du bâtiment de la gare de Lausanne, dessinée par les architectes Monod & Laverrière et Taillens & Dubois en 1916, va subir des transformations dès janvier 2016. Selon un communiqué des CFF, les travaux dureront deux ans et nécessitent la fermeture de l'actuel buffet de gare. Le but est de rendre son volume au bâtiment en démolissant des constructions ajoutées vers les années 60 et en 1996. Le budget s'élève à un peu plus de 20 millions de francs.

## Projet Léman 2030
Dans le vaste projet Léman 2030, les CFF, prévoyaient, à l'horizon 2017-2025, d'augmenter la longueur des quais et de les élargir pour qu'ils atteignent une longueur de 420 mètres, pour des trains de 400 mètres. Il s'agissait de répondre à la forte augmentation des places assises dans les trains et à l'augmentation future du nombre de personnes transitant par la gare, de 120 000 à 200 000 personnes. D'autre part, le nombre de passages sous voie passera de deux à trois, ils seront plus larges de 3,50 mètres et les surfaces commerciales passeront de 2 500 m2 à 10 000 m2. La marquise sera surélevée d'environ 1,50 mètre et déplacée de 80 centimètres. Dans cette perspective, plusieurs bâtiments seront détruits : l'hôtel Lausanne Guesthouse, une villa voisine, et l'immeuble locatif de la rue du Simplon 22, 24 et 26.
Néanmoins, au mois de mars 2023, les CFF annoncent que le chantier de la gare de Lausanne doit être retardé et redimensionné. Les quais seront notamment plus larges que dans le projet initial et les travaux ne se termineront pas avant 2037, soit avec 12 ans de retard sur le calendrier initial. Au mois de mai 2023, l'émission Temps présent de la RTS a consacré un numéro pour tenter de décortiquer les causes de la remise en question du projet initial. Selon les CFF, l’Office fédéral des transports (OFT), le Canton de Vaud et la Ville de Lausanne annoncent au mois de décembre 2023, que le retard du chantier et les adaptations qui doivent être faites vont coûter 250 millions de francs. Ces coûts seront pris en charge intégralement par les CFF et la Confédération. Lausanne et le Canton de Vaud sont exemptés. Toutefois, cet important retard a fait ressortir un projet qui consistait à créer un tunnel piétonnier entre la gare de Lausanne et la gare du Flon. À l’époque, une des principales raisons invoquées pour ne pas créer ce tunnel était que cela retarderait les travaux de la gare. De ce fait, une motion de la députée Graziella Schaller a été déposée au Grand Conseil du canton de Vaud le 20 mars 2023 avec comme principal argument, que des dizaines de milliers d'usagers effectuent ce court trajet Gare - Flon (275 mètres, pour un dénivelé de 31 mètres) chaque jour et viennent saturer le métro sur un parcours déjà très fréquenté. Sans ce tunnel, les usagers qui veulent se rendre à pied entre ces deux lieux doivent emprunter la rue du Petit-Chêne d'une distance de 515 m avec un dénivelé d'environ 48 m,.
Les coûts des travaux de la rénovation de la gare et de la quatrième voie entre Lausanne et Renens, sont estimés à 1,2 milliard de francs et seront financés par la Confédération. Ces projets font suite à la votation sur le projet de « Financement et aménagement de l'infrastructure ferroviaire (FAIF) », accepté par le peuple suisse le 9 février 2014,.
Dans un autre registre, qui ne fait pas partie du projet Léman 2030 mais qui pourrait y être intégré, une nouvelle station de la ligne M2 du métro de Lausanne est prévue d'être construite sous la gare de Lausanne. L'actuelle station du M2 à proximité de la gare de Lausanne, serait dévolue à la future ligne M3 du métro de Lausanne encore en projet, et sous réserve d'acceptation de la part des autorités du Canton de Vaud et du peuple vaudois,. 
En 2014, la ville de Lausanne a engagé Nathalie Luyet Girardet en qualité de cheffe de projet « Pôle Gare ». 

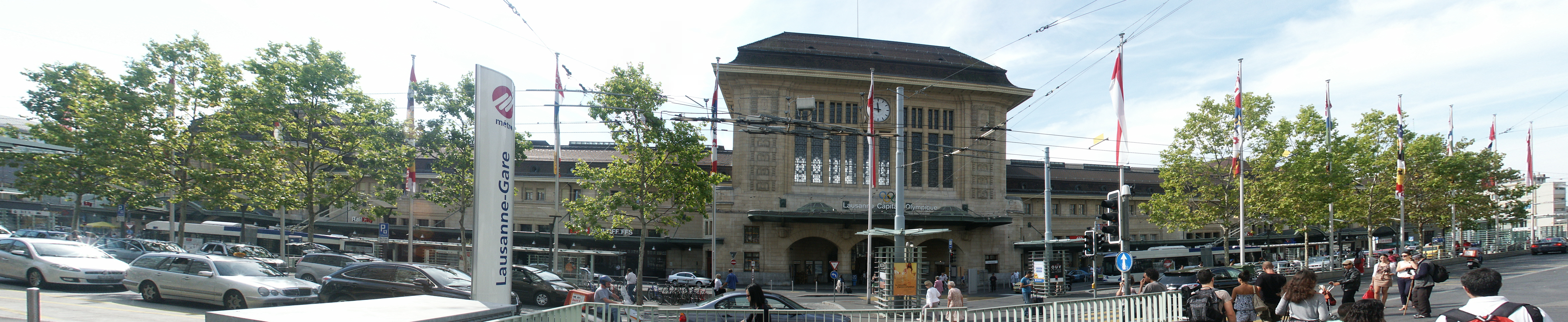
Place de la Gare.

## Liaisons

### Anciennes liaisonsTEE
| Train TEE | Période                 | Itinéraire | Matériel roulant |
| --------- | ----------------------- | --- | --- |
| Cisalpin  | 01.07.1961 – 21.01.1984 | Paris-Gare de Lyon – Dijon – Lausanne – Brig – Domodossola – Milano Centrale | 01.07.1961 – 25.05.1974 : RAe TEE II 26.05.1974 – 21.01.1984 : Re 4/4 II + Voitures Mistral 1969                     |
| Lemano    | 01.06.1958 – 22.05.1982 | Genève – Lausanne – Brig – Domodossola – Milano Centrale | 01.06.1958 – 27.05.1972 : ALn 442-448 28.05.1972 – 22.05.1982 : Re 4/4 II + voitures Gran Comfort FS                 |
| Rheingold | 30.05.1965 – 22.05.1982 | Genève – Lausanne – Bern – Basel SBB – Freiburg (Breisgau) – Karlsruhe – Mannheim – Mainz – Koblenz – Bonn – Köln – Düsseldorf – Duisburg – Utrecht – Amsterdam-Central + voitures directes Genève – Lausanne> Duisburg – Essen – Bochum – Dortmund | 30.05.1965 – 22.05.1982 : Re 4/4 I + voitures Rheingold 1962, complétées par la suite de voitures UIC-X TEE de la DB |

Source : « La légende des TEE », Maurice Mertens & Jean-Pierre Malaspina, LR Presse, 2007.

### Desserte

#### Liaisons internationales
| Origine                            | Arrêt précédent | Train | Train                         | Train | Arrêt suivant | Destination                          |
| ---------------------------------- | --------------- | ----- | ----------------------------- | ----- | ------------- | ------------------------------------ |
| Paris-Gare-de-Lyon via Dijon-Ville | Vallorbe        |       | TGV Lyria                     |       | Terminus      | Terminus                             |
| Paris-Gare-de-Lyon                 | Genève-Cornavin |       | TGV Lyria                     |       | Terminus      | Terminus                             |
| Marseille-Saint-Charles            | Genève-Cornavin |       | TGV Lyria(saisonnier : l'été) |       | Terminus      | Terminus                             |
| Genève-Cornavin                    | Genève-Cornavin |       | EC                            |       | Montreux      | Milan-Centrale ou Venise-Santa-Lucia |

#### Liaisons nationales
| Origine                     | Arrêt précédent | Train | Train                    | Train | Arrêt suivant | Destination               |
| --------------------------- | --------------- | ----- | ------------------------ | ----- | ------------- | ------------------------- |
| Genève-Aéroport             | Renens          |       | IC                       |       | Fribourg      | Saint-Gall                |
| Terminus                    | Terminus        |       | IC                       |       | Renens        | Saint-Gall ou Rorschach   |
| Genève-Aéroport             | Morges          |       | IR                       |       | Palézieux     | Lucerne                   |
| Genève-Aéroport             | Morges          |       | IR                       |       | Vevey         | Brigue                    |
| Genève-Aéroport             | Renens          |       | IR                       |       | Vevey         | Brigue                    |
| Annemasse (Genève-Aéroport) | Renens          |       | RE                       |       | Vevey         | Saint-Maurice ou Martigny |
| Genève-Aéroport             | Renens          |       | RE(week-ends et fériés)  |       | Vevey         | Martigny                  |
| Genève-Aéroport             | Renens          |       | IR(saisonnier : l'hiver) |       | Vevey         | Le Châble                 |

#### Liaisons régionales
| Origine                   | Arrêt précédent | Train | Train | Train | Arrêt suivant | Destination          |
| ------------------------- | --------------- | ----- | ----- | ----- | ------------- | -------------------- |
| Grandson                  | Prilly-Malley   |       | R1    |       | Pully         | Cully                |
| Grandson                  | Prilly-Malley   |       | R2    |       | Pully         | Cully                |
| Vallorbe                  | Prilly-Malley   |       | R3    |       | Pully         | Bex ou Saint-Maurice |
| Le Brassus et/ou Vallorbe | Prilly-Malley   |       | R4    |       | Pully         | Bex ou Saint-Maurice |
| Allaman                   | Renens          |       | R8    |       | Puidoux       | Payerne              |
| Allaman                   | Prilly-Malley   |       | R9    |       | Puidoux       | Morat                |
| Terminus                  | Terminus        |       | S40   |       | Pully-Nord    | Fribourg             |
| Terminus                  | Terminus        |       | S41   |       | Pully-Nord    | Fribourg             |